# Peñalsordo
Peñalsordo è un comune spagnolo di 949 abitanti situato nella comunità autonoma dell'Estremadura.